# Кюртій
Кюртій (фр. Curtilles) — громада  в Швейцарії в кантоні Во, округ Бруа-Вюлі.

## Географія
Громада розташована на відстані близько 55 км на південний захід від Берна, 25 км на північний схід від Лозанни.
Кюртій має площу 5 км², з яких на 6,4% дозволяється будівництво (житлове та будівництво доріг), 77,7% використовуються в сільськогосподарських цілях, 15,1% зайнято лісами, 0,8% не є продуктивними (річки, льодовики або гори).

## Демографія
2019 року в громаді мешкало 310 осіб (+0,6% порівняно з 2010 роком), іноземців було 11%. Густота населення становила 63 осіб/км².
За віковим діапазоном населення розподілялося таким чином: 20,3% — особи молодші 20 років, 62,9% — особи у віці 20—64 років, 16,8% — особи у віці 65 років та старші. Було 133 помешкань (у середньому 2,3 особи в помешканні).
Із загальної кількості 63 працюючих 23 було зайнятих в первинному секторі, 12 — в обробній промисловості, 28 — в галузі послуг.